# Basavilbaso
Basavilbaso é um município da província de Entre Ríos, na Argentina.